# Campeonato de Primera C 2003-04 (Argentina)
El Campeonato de Primera C 2003/04 fue la septuagésima temporada de la categoría y la decimoséptima de esta división como cuarta categoría del fútbol argentino. Fue disputado entre el 9 de agosto de 2003 y el 26 de junio de 2004 por 19 equipos.
En este torneo se incorporaron Argentino de Rosario y San Miguel (descendidos de la Primera B) y Sacachispas (campeón de la Primera D).
El campeón fue Argentino de Rosario, que ganó el Clausura y venció en la final a Barracas Central, ganador del Apertura. El ganador del torneo reducido fue Barracas Central que luego perdió en la Promoción ante Talleres (RE).
El descenso a Primera D correspondió a Liniers, último en la tabla de promedios.

## Ascensos y descensos
| Promedio | Descendido de la Primera C 2002-03 |
| -------- | ---------------------------------- |
| 18.°     | Berazategui                        |

| Posición | Ascendido de la Primera D 2002-03 |
| -------- | --------------------------------- |
| Campeón  | Sacachispas                       |

| Posición | Ascendido a la Primera B 2003-04 |
| -------- | -------------------------------- |
| Campeón  | Colegiales                       |

| Promedio | Descendidos de la Primera B 2002-03 |
| -------- | ----------------------------------- |
| 22.º     | Argentino de Rosario                |
| 23.º     | San Miguel                          |

- De esta manera, el número de equipos participantes aumentó a 19.

## Equipos participantes
| Equipo                | Ciudad         | Estadio                    | Capacidad |
| --------------------- | -------------- | -------------------------- | --------- |
| Acassuso              | Boulogne       | La Quema                   | 800       |
| Argentino (M)         | Merlo          | Argentino de Merlo         | 11.000    |
| Argentino (R)         | Rosario        | José Martín Olaeta         | 6800      |
| Barracas Central      | Buenos Aires   | Barracas Central           | 4400      |
| Cañuelas              | Cañuelas       | Jorge Alfredo Arín         | 1500      |
| Comunicaciones        | Buenos Aires   | Alfredo Ramos              | 3500      |
| Deportivo Merlo       | Merlo          | José Manuel Moreno         | 7500      |
| Dock Sud              | Dock Sud       | De Los Inmigrantes         | 9500      |
| Excursionistas        | Buenos Aires   | Excursionistas             | 7200      |
| General Lamadrid      | Buenos Aires   | Enrique Sexto              | 3500      |
| Ituzaingó             | Ituzaingó      | Ituzaingó                  | 3500      |
| Justo José de Urquiza | Loma Hermosa   | Ramón Roque Martín         | 2500      |
| Liniers               | San Justo      | Juan Antonio Arias         | 3000      |
| Luján                 | Luján          | Municipal de Luján         | 2000      |
| Sacachispas           | Buenos Aires   | Roberto Larrosa            | 4000      |
| San Martín            | Burzaco        | Francisco Boga             | 5000      |
| San Miguel            | Los Polvorines | Malvinas Argentinas        | 11.000    |
| Villa Dálmine         | Campana        | Coliseo de Mitre y Puccini | 12.000    |
| Villa San Carlos      | Berisso        | Genacio Sálice             | 4000      |

|  |

### Distribución geográfica de los equipos
| Región                                   | Cant. | Equipos |
| ---------------------------------------- | ----- | --- |
| Conurbano bonaerense                     | 9     | Acassuso, Argentino de Merlo, Deportivo Merlo, Dock Sud, Ituzaingó, Justo José de Urquiza, Liniers, San Martín (B) y San Miguel |
| Ciudad de Buenos Aires                   | 5     | Barracas Central, Comunicaciones, Excursionistas, General Lamadrid y Sacachispas                                                |
| Interior de la provincia de Buenos Aires | 3     | Cañuelas, Luján y Villa Dálmine                                                                                                 |
| Gran La Plata                            | 1     | Villa San Carlos |
| Ciudad de Rosario                        | 1     | Argentino (R) |

## Formato

### Competición
Se disputaron dos torneos llamados Apertura y Clausura. En cada uno de ellos, los 18 equipos se enfrentaron todos contra todos. Ambos se jugaron a una sola rueda. Los partidos disputados en el Torneo Clausura representaron los desquites de los del Torneo Apertura, invirtiendo la localía. Si el ganador de ambas fases fuera el mismo equipo, sería el campeón. En cambio, si los ganadores del Apertura y el Clausura fueran dos equipos distintos disputarían una final a dos partidos para determinarlo.

### Ascensos
Los ganadores de cada uno de los torneos disputaron una final cuyo ganador se consagró campeón y ascendió directamente. Los seis equipos mejor ubicados en la tabla de posiciones final, a excepción de los clasificados a la final por el campeonato, clasificaron a los cuartos de final del Torneo reducido al que en semifinales se sumó el perdedor de la final por el campeonato. El ganador disputó una Promoción contra un equipo de la Primera B.

### Descensos
El promedio se calculó con los puntos obtenidos en la fase regular de los torneos de 2001-02, 2002-03 y 2003-04. El equipo que ocupó el último lugar de la tabla de promedios descendió a la Primera D, mientras que el anteúltimo disputó una ´Promoción contra un equipo de dicha categoría.

## Torneo Apertura
| Pos. | Equipo           | Pts. | PJ | PG | PE | PP | GF | GC | Dif. |
| ---- | ---------------- | ---- | -- | -- | -- | -- | -- | -- | ---- |
| 1.º  | Barracas Central | 43   | 18 | 13 | 4  | 1  | 36 | 17 | 19   |
| 2.º  | Argentino (R)    | 34   | 18 | 11 | 1  | 6  | 23 | 15 | 8    |
| 3.º  | J. J. Urquiza    | 32   | 18 | 9  | 5  | 4  | 33 | 17 | 16   |
| 4.º  | Comunicaciones   | 30   | 18 | 9  | 3  | 6  | 27 | 21 | 6    |
| 5.º  | Sacachispas      | 30   | 18 | 9  | 3  | 6  | 24 | 18 | 6    |
| 6.º  | General Lamadrid | 30   | 18 | 8  | 6  | 4  | 21 | 21 | 0    |
| 7.º  | Villa Dálmine    | 29   | 18 | 9  | 5  | 4  | 33 | 19 | 14   |
| 8.º  | Dock Sud         | 26   | 18 | 9  | 2  | 7  | 30 | 24 | 6    |
| 9.º  | San Miguel       | 24   | 18 | 7  | 3  | 8  | 23 | 15 | 8    |
| 10.º | San Martín (B)   | 24   | 18 | 6  | 6  | 6  | 24 | 20 | 4    |
| 11.º | Excursionistas   | 23   | 18 | 5  | 8  | 5  | 13 | 16 | −3   |
| 12.º | Luján            | 23   | 18 | 6  | 5  | 7  | 22 | 29 | −7   |
| 13.º | Acassuso         | 22   | 18 | 5  | 7  | 6  | 18 | 23 | −5   |
| 14.º | Cañuelas         | 21   | 18 | 5  | 6  | 7  | 17 | 23 | −6   |
| 15.º | Argentino (M)    | 19   | 18 | 5  | 4  | 9  | 15 | 21 | −6   |
| 16.º | Villa San Carlos | 16   | 18 | 4  | 4  | 10 | 18 | 23 | −5   |
| 17.º | Deportivo Merlo  | 13   | 18 | 2  | 7  | 9  | 8  | 21 | −13  |
| 18.º | Ituzaingó        | 13   | 18 | 3  | 4  | 11 | 14 | 31 | −17  |
| 19.º | Liniers          | 13   | 18 | 4  | 1  | 13 | 19 | 44 | −25  |

|  | Ganador del Torneo Apertura. |

| 1. |

## Torneo Clausura
| Pos. | Equipo           | Pts. | PJ | PG | PE | PP | GF | GC | Dif. |
| ---- | ---------------- | ---- | -- | -- | -- | -- | -- | -- | ---- |
| 1.º  | Argentino (R)    | 40   | 18 | 12 | 4  | 2  | 37 | 23 | 14   |
| 2.º  | Argentino (M)    | 34   | 18 | 10 | 4  | 4  | 31 | 14 | 17   |
| 3.º  | Barracas Central | 33   | 18 | 10 | 3  | 5  | 30 | 19 | 11   |
| 4.º  | Comunicaciones   | 30   | 18 | 9  | 3  | 6  | 31 | 20 | 11   |
| 5.º  | Villa Dálmine    | 29   | 18 | 8  | 5  | 5  | 35 | 21 | 14   |
| 6.º  | Sacachispas      | 37   | 18 | 11 | 4  | 3  | 35 | 17 | 18   |
| 7.º  | Luján            | 27   | 18 | 7  | 6  | 5  | 24 | 23 | 1    |
| 8.º  | San Miguel       | 23   | 18 | 6  | 5  | 7  | 16 | 16 | 0    |
| 9.º  | Dock Sud         | 23   | 18 | 6  | 5  | 7  | 23 | 24 | −1   |
| 10.º | General Lamadrid | 23   | 18 | 6  | 5  | 7  | 23 | 29 | −6   |
| 11.º | Cañuelas         | 22   | 18 | 5  | 7  | 6  | 18 | 19 | −1   |
| 12.º | San Martín (B)   | 22   | 18 | 6  | 4  | 8  | 28 | 30 | −2   |
| 13.º | Deportivo Merlo  | 19   | 18 | 4  | 7  | 7  | 20 | 29 | −9   |
| 14.º | Acassuso         | 19   | 18 | 4  | 7  | 7  | 14 | 23 | −9   |
| 15.º | Villa San Carlos | 17   | 18 | 7  | 5  | 6  | 22 | 28 | −6   |
| 16.º | J. J. Urquiza    | 17   | 18 | 3  | 8  | 7  | 19 | 26 | −7   |
| 17.º | Excursionistas   | 17   | 18 | 4  | 5  | 9  | 18 | 28 | −10  |
| 18.º | Ituzaingó        | 13   | 18 | 2  | 7  | 9  | 15 | 31 | −16  |
| 19.º | Liniers          | 10   | 18 | 2  | 4  | 12 | 18 | 37 | −19  |

|  | Ganador del Torneo Clausura. |

| 1. |

## Final por el Campeonato
Los ganadores del Apertura y Clausura, Barracas Central y Argentino de Rosario, se enfrentaron en dos partidos alternando la localía para definir al campeón y el primer ascenso. El perdedor de esta final accedió directamente a semifinales del Torneo Reducido por el segundo ascenso.
| Final (Ida)          | Final (Ida) | Final (Ida)      | Final (Ida)       | Final (Ida) | Final (Ida) |
| Ganador Clausura     | Resultado   | Ganador Apertura | Estadio           | Fecha       |             |
| -------------------- | ----------- | ---------------- | ----------------- | ----------- | ----------- |
| Argentino de Rosario | 2 - 1       | Barracas Central | Coloso del Parque | 25 de mayo  |             |

| Final (Vuelta)                                                                    | Final (Vuelta) | Final (Vuelta)       | Final (Vuelta)    | Final (Vuelta) | Final (Vuelta) |
| Ganador Apertura                                                                  | Resultado      | Ganador Clausura     | Estadio           | Fecha          |                |
| --------------------------------------------------------------------------------- | -------------- | -------------------- | ----------------- | -------------- | -------------- |
| Barracas Central                                                                  | 2 - 1 (4 - 5)  | Argentino de Rosario | Tomás Adolfo Ducó | 30 de mayo     |                |
| Argentino de Rosario se consagró campeón y ascendió a la Primera B Metropolitana. |                |                      |                   |                |                |

## Tabla de posiciones del campeonato
| Pos. | Equipo           | Pts. | PJ | PG | PE | PP | GF | GC | Dif. |
| ---- | ---------------- | ---- | -- | -- | -- | -- | -- | -- | ---- |
| 1.º  | Barracas Central | 76   | 36 | 23 | 7  | 6  | 66 | 36 | 30   |
| 2.º  | Argentino (R)    | 74   | 36 | 23 | 5  | 8  | 60 | 38 | 22   |
| 3.º  | Sacachispas      | 67   | 36 | 20 | 7  | 9  | 59 | 35 | 24   |
| 4.º  | Comunicaciones   | 60   | 36 | 18 | 6  | 12 | 58 | 41 | 17   |
| 5.º  | Villa Dálmine    | 58   | 36 | 17 | 10 | 9  | 68 | 40 | 28   |
| 6.º  | Argentino (M)    | 53   | 36 | 15 | 8  | 13 | 46 | 35 | 11   |
| 7.º  | General Lamadrid | 53   | 36 | 14 | 11 | 11 | 44 | 50 | −6   |
| 8.º  | Luján            | 50   | 36 | 13 | 11 | 12 | 46 | 52 | −6   |
| 9.º  | J. J. Urquiza    | 49   | 36 | 12 | 13 | 11 | 52 | 43 | 9    |
| 10.º | Dock Sud         | 49   | 36 | 15 | 7  | 14 | 53 | 48 | 5    |
| 11.º | San Miguel       | 47   | 36 | 13 | 8  | 15 | 39 | 31 | 8    |
| 12.º | San Martín (B)   | 46   | 36 | 12 | 10 | 14 | 52 | 50 | 2    |
| 13.º | Cañuelas         | 43   | 36 | 10 | 13 | 13 | 35 | 42 | −7   |
| 14.º | Acassuso         | 41   | 36 | 9  | 14 | 13 | 32 | 46 | −14  |
| 15.º | Excursionistas   | 40   | 36 | 9  | 13 | 14 | 31 | 44 | −13  |
| 16.º | Villa San Carlos | 33   | 36 | 11 | 9  | 16 | 40 | 51 | −11  |
| 17.º | Deportivo Merlo  | 32   | 36 | 6  | 14 | 16 | 28 | 50 | −22  |
| 18.º | Ituzaingó        | 26   | 36 | 5  | 11 | 20 | 29 | 62 | −33  |
| 19.º | Liniers          | 23   | 36 | 6  | 5  | 25 | 37 | 81 | −44  |

|  | Clasificado a semifinales del Torneo Reducido tras perder la final por el campeonato. |
|  | Campeón tras ganar la final por el campeonato.                                        |
|  | Clasificados al Torneo Reducido.                                                      |

| 1. 2. |

## Tabla de descenso
| Pos | Equipo               | PJ  | 2001/02 | 2002/03 | 2003/04 | Pts | Promedio |
| --- | -------------------- | --- | ------- | ------- | ------- | --- | -------- |
| 1º  | Argentino (R)        | 36  | -       | -       | 74      | 74  | 2,055    |
| 2º  | Sacachispas          | 36  | -       | -       | 67      | 67  | 1,861    |
| 3º  | Argentino (M)        | 104 | 68      | 53      | 53      | 174 | 1,673    |
| 4º  | Villa Dálmine        | 104 | 50      | 62      | 58      | 170 | 1,634    |
| 5º  | Barracas Central     | 104 | 45      | 49      | 76      | 170 | 1,634    |
| 6º  | Comunicaciones       | 104 | 62      | 48      | 60      | 170 | 1,634    |
| 7º  | Dock Sud             | 104 | 58      | 49      | 49      | 159 | 1,528    |
| 8º  | Acassuso             | 104 | 57      | 49      | 41      | 147 | 1,413    |
| 9º  | Luján                | 104 | 47      | 44      | 50      | 141 | 1,355    |
| 10º | San Miguel           | 36  | -       | -       | 47      | 47  | 1,305    |
| 11º | Excursionistas       | 104 | 52      | 43      | 40      | 135 | 1,298    |
| 12º | General Lamadrid     | 104 | 31      | 47      | 53      | 133 | 1,278    |
| 13º | Villa San Carlos     | 70  | -       | 50      | 33      | 83  | 1,185    |
| 14º | Cañuelas             | 104 | 35      | 39      | 43      | 117 | 1,125    |
| 15º | San Martín (Burzaco) | 104 | 32      | 37      | 46      | 115 | 1,105    |
| 16º | J. J. Urquiza        | 104 | 30      | 36      | 49      | 155 | 1,105    |
| 17º | Deportivo Merlo      | 70  | -       | 40      | 32      | 72  | 1,028    |
| 18º | Ituzaingó            | 70  | -       | 45      | 26      | 71  | 1,014    |
| 19º | Liniers              | 104 | 38      | 32      | 23      | 93  | 0,894    |

|  | Disputó la promoción contra el ganador del Torneo reducido de la Primera D. |
|  | Descendió a la Primera D.                                                   |

## Torneo Reducido
Nota: Los equipos ubicados desde el 1º lugar hasta el 6º lugar de la Tabla general de la temporada, sumado el ganador del Apertura, participan del torneo reducido, el ganador participa de la promoción por el ascenso a la Primera B.
Nota: Los partidos son ida y vuelta con ventaja deportiva para el mejor ubicado en la tabla.
|  | Cuartos de final             | Cuartos de final             | Cuartos de final             |   |             | Semifinales                   | Semifinales                   | Semifinales                   |  |  | Final                          | Final                          | Final                          |
|  | del 25 de mayo al 30 de mayo | del 25 de mayo al 30 de mayo | del 25 de mayo al 30 de mayo |   |             | del 5 de junio al 12 de junio | del 5 de junio al 12 de junio | del 5 de junio al 12 de junio |  |  | del 19 de junio al 26 de junio | del 19 de junio al 26 de junio | del 19 de junio al 26 de junio |
|  |                              |                              |                              |   |             |                               |                               |                               |  |  |                                |                                |                                |
|  | Barracas Central             |                              |                              |   |             |                               |                               |                               |  |  |                                |                                |                                |
|  |                              |                              |                              |   |             |                               |                               |                               |  |  |                                |                                |                                |
|  |                              | Barracas Central             | 0                            | 2 |             |                               |                               |                               |  |  |                                |                                |                                |
|  |                              |                              |                              | 2 |             |                               |                               |                               |  |  |                                |                                |                                |
|  |                              | Villa Dálmine                | 0                            | 0 |             |                               |                               |                               |  |  |                                |                                |                                |
|  | Villa Dálmine                | Villa Dálmine                | 0                            | 0 | 1           | 1                             |                               |                               |  |  |                                |                                |                                |
|  | Villa Dálmine                |                              |                              |   | 1           | 1                             |                               |                               |  |  |                                |                                |                                |
|  | Argentino (M)                | 1                            | 1                            |   |             |                               |                               |                               |  |  |                                |                                |                                |
|  |                              |                              |                              |   |             |                               |                               |                               |  |  | Barracas Central               | 1                              | 1                              |
|  |                              |                              | Sacachispas                  | 1 | 1           |                               |                               |                               |  |  |                                |                                |                                |
|  | Sacachispas                  | 4                            | 1                            |   |             |                               |                               |                               |  |  |                                |                                |                                |
|  | Luján                        | 2                            | 3                            |   |             |                               |                               |                               |  |  |                                |                                |                                |
|  | Luján                        | 2                            | 3                            |   | Sacachispas | 1                             | 3                             |                               |  |  |                                |                                |                                |
|  |                              |                              |                              |   | Sacachispas | 1                             | 3                             |                               |  |  |                                |                                |                                |
|  |                              | Comunicaciones               | 0                            | 0 |             |                               |                               |                               |  |  |                                |                                |                                |
|  | Comunicaciones               | Comunicaciones               | 0                            | 0 | 3           | 0                             |                               |                               |  |  |                                |                                |                                |
|  | Comunicaciones               |                              |                              |   | 3           | 0                             |                               |                               |  |  |                                |                                |                                |
|  | General Lamadrid             | 0                            | 1                            |   |             |                               |                               |                               |  |  |                                |                                |                                |

## Promociones

### Primera D-Primera C
Esta promoción se definirá entre Ituzaingó (penúltimo del promedio de la Primera C) y el campeón del torneo reducido de la Primera D Fénix y se jugaron en partidos de ida y vuelta. Fénix hizo de local en el primer partido de la llave, mientras que Ituzaingó jugó de local, en el partido de vuelta de la llave.
| Fénix                                                 | 1 - 0 | Ituzaingó | Claudio Tapia         | 19 de junio |
| Ituzaingó                                             | 1 - 0 | Fénix     | Carlos Alberto Sacaan | 28 de junio |
| Ituzaingó mantiene la categoría con un global de 1-1. |       |           |                       |             |

### Primera C-Primera B Metropolitana
Esta promoción se definirá entre Talleres (penúltimo del promedio de la Primera B Metropolitana) y el campeón del torneo reducido de la Primera C Barracas Central y se jugaron en partidos de ida y vuelta. Barracas Central hizo de local en el primer partido de la llave, mientras que Talleres jugó de local, en el partido de vuelta de la llave.
| Barracas Central                                    | 0 - 3 | Talleres         | Estadio Huracán | 30 de junio |
| Talleres                                            | 2 - 0 | Barracas Central | Talleres        | 4 de julio  |
| Talleres mantuvo la categoría con un global de 5-0. |       |                  |                 |             |